# Старе Бояново
Старе Бояново (пол. Stare Bojanowo, нім. Alt Bojanowo) — село в Польщі, у гміні Сміґель Косцянського повіту Великопольського воєводства.
Населення — 1730 осіб (2011).
У 1975-1998 роках село належало до Лешненського воєводства.

## Демографія
Демографічна структура станом на 31 березня 2011 року:
|          | Загалом | Допрацездатний вік | Працездатний вік | Постпрацездатний вік |
| -------- | ------- | ------------------ | ---------------- | -------------------- |
| Чоловіки | 866     | 191                | 595              | 80                   |
| Жінки    | 864     | 151                | 533              | 180                  |
| Разом    | 1730    | 342                | 1128             | 260                  |